# Алстом
Alstom SA (в миналото – GEC-Alsthom) е голяма френска инженерна компания, един от световните лидери (заедно с Bombardier) в производството на енергийно оборудване и железопътен транспорт. Централата на компанията е в Сент Уен сюр Сен, Франция. През 2015 г. целият енергиен бизнес на компанията по целия свят, включително във Франция (3/4 от активите му), е продаден на американската компания Дженерал Илектрик за 17 милиарда долара. През септември 2017 г. тя става ядрото на проектирания концерн Сименс-Alstom, който трябва да включи Сименс АГ и Сименс Мобилити. Сименс трябва да получи малко повече от 50% от акциите. Сделката за сливане обаче е забранена от Европейската комисия през февруари 2019 г.

## Собственици и управление
31% от акциите на Alstom са собственост на френския строителен гигант Bouygues, 60% – на институционални инвеститори, 7,5% – на частни акционери, 1,5% – на служители. Генерален мениджър и председател на Съвета на директорите е Анри Пупар Лафарж.

## Дейност
Компанията произвежда оборудване за производство на електроенергия, железопътни локомотиви, високоскоростни електрически влакове, трамваи (Citadis) и електрически филтри за промишлено производство. Дизеловите влакове Alstom се експлоатират в цяла Франция.

### Перспективни проекти
Най-новия железопътни продукт на Alstom са високоскоростните влакове от четвърто поколение AGV (Automotrice à grande vitesse), които трябва да заменят влаковете TGV. През 2016 г. е пуснат в експлоатация първият влак на водородно гориво – Coradia iLint.

### Alstom в България
В България Alstom изгражда ТЕЦ „Ей И Ес Марица Изток I“, но договорът с възложителя AES Corporation е прекратен по взаимно съгласие през 2011 г., преди завършването на работите.